# サンタバリー
サンタバリー（ソト語: Sentebale）は英国王室のヘンリー王子とレソト王室のセーイソ王子によって2006年に設立された慈善団体である。
ヘンリー王子は学業修了後の長期旅行でレソトに訪問した際にセーイソ王子に出会い、心を動かされ、レソト国内の傷つきやすい子供達と若者達を助けたいと考えるようになった。
サンタバリーとは、ソト語（＝レソトの公用語）で「私のことを忘れないで」という意味であり、この名前は「レソト、あるいはレソトの子供達のことを私達みんなが忘れることがないように。また、我々自身の母親達がなした慈善事業の記念として」選ばれたのである（ダイアナのための追悼コンサートでの会見から）。
レソトは、エイズの発症率が世界で3番目に高い国となっている。国内にはエイズに罹患したまま生存している14歳以下の子供達が3万7千人も存在している。同国内には36万人の孤児がおり、全児童の内の約10％がもろく危うい状態で過ごしている。
サンタバリーは、こうした問題に取り組むことを目的としている。傷つきやすい子供達、そして彼ら子供達が置かれている地域共同体とともにあって、子供達が、その潜在的可能性を充分に発揮することができるよう後押しするのである。慈善活動は、実際に子供達の世界で何が必要とされているのか、その需要に応えることができるよう、共同体の現実に即した形で行われている。
2025年3月、2023年7月に就任したソフィー・チャンダウカ理事長との壊滅的な関係悪化により、ヘンリー王子とセーイソ王子、その他役員が辞任。

## サンタバリーのなすべきこと
サンタバリーは傷つきやすい子供達を支えていくことを第一に考えている。慈善事業は五つの主要な企画を中心に運営されており、その結果、地域共同体はその健康状態、そこに暮らす児童の保護、彼らの教育が可能となっている。
マモハト・ネットワーク・アンド・キャンプ
このプログラムには3つの重要な計画が含まれている。
1. サンタバリーはHIV陽性の子供達のために一週間にわたるキャンプを年に数回行う。このキャンプは、サンタバリーが主催し、奉仕者と診療所が協力して実施される。このキャンプは、HIVに感染している子供達を教育し、彼らの自己信頼感を回復することが目的である。
2. キャンプ卒業生のためのネットワーク・クラブ（卒業生のためのキャンプ）が毎月2回開催される。このキャンプの目的は、「専門的知識を持った患者」を養成することにある。彼らに、地域を教育する役割と、彼ら自身と周囲の人達の両方が安全に暮らしていけるよう目を光らせるという役割とを果たしてもらうのである。
3. 昼間の治療奉仕者・介護者は、医療のプロと、子供達並びにその家族達とを結びつける働きをする。この考え方は、HIV陽性者に対して行われる抗レトロウイルス療法の成果の向上、また治療の過程において共同体が患者を助けること、こうした状況を改善するのにこれまで役に立ってきたことが分かっている。

牧童教育プログラム
牧童に対して基本的水準の教育を与えるプログラム。数学、文字の読み書き、牧畜での生産高を向上させる方法、エイズ教育とエイズに対する自覚の涵養、こうした内容が含まれている。サンタバリーは、教師に対する資金の提供、公共財産の修理、食糧の供給、教育資材の提供、こうした方法で牧童用の学校5校を援助している。
脆弱児童保護プログラム
サンタバリーは、レソト国内にある、13の地域共同体が主体となって運営されている組織と提携して、最も恵まれない子供達－特に身体障害児と孤児達－に教育、保護監督、そして援助を施す活動を行っている。サンタバリーは、こうした組織に対して資金提供、人的資源の訓練、成長計画の補助などを行い、組織の運営を援助している。
就学児童用奨学金
サンタバリーは、子供達が中等教育を修了するための奨学金を提供している。この奨学金は、教育において具体的に表面化しない費用、すなわち被服費、食費、教育資材購入費などを一括して支援するものである。
レツェマ (Letsema)
レソト国内にあり、脆弱児童を救うために活動している非政府組織や民間組織、地域共同体が主体となって設立された組織などを横断的に結ぶ共同ネットワークのこと。レツェマは、こうした各組織にとって、意思疎通と計画立案のための手立てであり、情報や手段、成功体験の共有を可能にするものである。

## レソトでの活動に至る経緯
レソトは山がちな国である。南アフリカ共和国に取り囲まれており、国土面積は約30,300平方キロである。国土の4分の3は高地で、それも海抜1,600m以上の高さがある。最も高度のある場所は海抜3,482mにもなる。国の東側には山脈があって南北に走っている。南アフリカで最も大きな二つの河川、センク川とツゲラ川の源流が、レソト中央にある台地に存在している。
国土の低地では、これまで耕作が続けられてきていること、また燃料として牛馬の糞などを原料にした肥料を用いていることから、土壌の栄養分が漏れ出す結果となっている。レソトでは、土壌の浸食は深刻な問題となっている。というのも、人口の増加、家畜数の増加と降雨量の増加が環境を悪化させる要因となっているからである。干ばつによる国土の荒廃も考慮される必要がある。気候は寒暖の差が激しく、高地では気温が摂氏0度以下まで下がり、低地では最高気温は32度に達する.。
近年、酷い干ばつに続いて豪雨が降るという状況が繰り返されており、結果として食糧供給量が激減している。2011年以来、国民の基本食となる穀物、すなわちトウモロコシの収穫量は77％も減少している。この事態が深刻な食糧不足をもたらしている 。
2012年の国連における緊急請願では、レソト国民の三分の一が食糧危機の影響下にあることを示している。これに加えて、5歳以下の児童の貧血と発育不全の水準が、国際的水準をかなり上回っていることが報告された。

## サンタバリーのスタッフ
サンタバリーはイギリス国内に小さな事務所を開設しており、資金を募ることを主な活動としている。取締役はイギリスを本拠地にしているが、他の運営スタッフはバストゥ人であり、レソト国内を拠点としている。

### 取締役
サンタバリーの取締役は、2012年に就任したキャシー・フェリアである。直近の5年間は、キャシーはオックスファムの資金募集責任者を務めていた。さらにそれより以前の25年間、キャシーは大手小売業の仕入れと販売を担当していた。2007年から2012年にかけて、ケッジ・マーティンはサンタバリーの最高運営責任者を務めていた。サンタバリーで役職に就く以前は、ケッジはウェルチャイルド(WellChild)の最高運営責任者だった。ウェルチャイルドは、イギリス全土にわたって、慢性病に苦しむ子供達の介護、支援、そして長期的調査を行う慈善団体である。
レソトを拠点とする理事は、バーラコアナ・マニャーニュエである。2010年5月に理事に就任した。マニャーニュエは2007年からサンタバリーの一員であり、以前は計画立案部門及び管理部門の責任者を務めていた。

### 理事会
ユナイテッド・ユーティリティーズの前社長であるフィリップ・ネヴィル・グリーンが議長を務めている。
2012年に男爵夫人リンダ・チョーカーがサンタバリーの理事に就任した。チョーカー男爵夫人は、保守党政府のサッチャー元首相時代とメイジャー元首相時代に8年間国際開発局長官を務めた人物である。チョーカー夫人はアフリカでの投資について、豊富な経験を持つ。
2011年、ジョニー・ホーンビイ（CHI&Partners Marketing Agencyのオーナー）とナイジェル・コックス（プライスウォーターハウスクーパースの会計監査部門監督）が空席となっていたサンタバリーの理事に就任した。
サンタバリー理事会
- The Rt Hon Lynda Chalker, Baroness Chalker of Wallasey
- Sophie Chandauka
- Nigel Cox
- Mark Dyer
- Philip Green (Chairman)
- Johnny Hornby
- Jamie Lowther-Pinkerton
- Bert Piedra
- Damian West

## 沿革
2008年3月に、サンタバリーに関する最初の記事が報道されている。それによれば、同団体は、設立後最初の18ヶ月で100万ポンド以上の寄付を集めたにもかかわらず、現地レソトのプロジェクトに渡ったのは8万4千ポンドに過ぎなかった。同会計年度には、給料に19万ポンド、ウェブサイトに8万6千ポンド、マセルの事務所備品に2万6千ポンド、そしてこの団体が正式に設立される前に完了していた活動に対して4万7千ポンドが、それぞれ充てられていた。サンタバリーのレソト在住の理事であったハーパー・ブラウンは、年間9万ポンドから10万ポンドに及ぶ給与と福利厚生費のパッケージを受領していた。一方、デイリー・メール紙によれば、ヘンリー王子がサンタバリーの名の下で訪問したレソト・チャイルド・カウンセリング・ユニットには、基本的な運営に最低限必要となる、本来約束されていた資金さえ提供されていなかったという。
2009年、保守党副代表のアシュクロフト卿が、サンタバリーの財政難を救済するために25万ポンドを寄付している。
2009年、新しい最高経営責任者としてケッジ・マーティンが就任した。彼女の前職は、イギリス全土において長期間慢性病を患う子供たちに対し、治療、支援と調査を行う慈善団体であるウェルチャイルドの最高運営責任者であった。
2010年度の報告書では、208万9千ポンドの募金を受領し、うち133万4千ポンドが慈善活動に充当されている。募金額は16％増加している。支出の72％は、レソトの孤児や困窮する子供たちの支援のために直接使われ、27％が募金活動の経費、1％が運営費であった。
2011年、IBMヨーロッパ・中東およびアフリカの元会長であったラリー・ハーストと、プライスウォーターハウスクーパースの元監査部長ナイジェル・コックスが、空席のサンタバリー評議員に選任された。